# Тарсонис
Тарсонис е столицата на конфедерацията на човечеството в научнофантастичните игри StarCraft. Най-големият град на нея е Тарсонис. Унищожена е след активирането на псионични излъчватели от Арктур Менгск, които привличат зергите, които от своя страна карат и протосите да пристигнат. След падането ѝ Арктур Менгс обединява човечеството в Теранския доминион и се провъзгласява за император.